# 이터널시티
이터널시티(영어: EternalCity)는 엠게임에서 서비스하는 MMORPG이다.

## 개요
2003년 4월, 몬스터넷에서 개발하여 공식적인 서비스를 시작했다. 서비스 초기에는 세기말적인 스토리로 인기가 많았으나 운영 능력 부족, 밸런스 붕괴, 사행성 캐시 아이템 등으로 점차 인기가 사라졌다.
2006년, LOST ONLINE이라는 이름으로 일본에서 서비스 시작했으며, 게임 배경은 일본을 중심으로 변경되면서 독도, 대마도, 경성 어설트 등 몇가지 콘텐츠 요소는 사라졌다. 일본에서도 서비스 시작을 중심으로 2010년 중반까지 큰 인기를 누렸으나, 2018년 이후부터 점차 서비스 이용자가 사라지면서 현재는 없다.
2021년, 엠게임에서 서비스 운영 중이며, 대부분 이용자는 직장인으로 특성상 저녁 시간에 접속 유저가 가장 많다. 1주 1회 서버 안전화를 위해 패치를 진행하고 있으며, 1월 1회마다 다양한 이벤트를 진행하고 있다. 최근 신규 유저가 유입되기 시작하면서, 운영사에서도 이에 대한 이벤트를 준비 및 진행하고 있다.  

## 주요 콘텐츠
- 어설트
- 캠페인
- 큐브 시스템
- 하우징 시스템
- 메인 스트림
- 페러사이트

## 직업

### 정규군
- 캠페인, 어설트 추가포상 획득
- 같은 정규군 팀을 맺을 시 계급의 평균치만큼 추가포상 획득
- 같은 정규군 팀을 맺을 시 계급의 평균치만큼 능력상승
- 같은 정규군이자 같은 연합원들끼리 팀을 맺을 시 계급의 평균치만큼 능력상승
- 전원 위생병효과

### 경찰
- 랜덤데미지 안정화
- 의식회복 기능
- 용병 포획률 상승
- 용병 공격력 상승
- 부상시 경험치 하락 감소
- 보스몬스터 공격 시 추가 공격력 상승
- 경험치 몬스터 사냥 및 포상을 경험치로 환산시 추가 경험치 획득

### 정보국
- 중고 거래, 우체통 이용, 대출 이자 등 모든 종류의 세금감면
- 은행 이자율 증가
- 아이템 상점 판매 시 가격 상승
- 아이템 드롭률 상승
- 물건 구입 값 하락

### 패러사이트 감염체
- 최대 체력 30% 감소
- 지구력 소모량 30% 감소
- 공격력 30% 증가
- 기본 및 최대 이동속도 20 증가
- 사망시 경험치 감소량 400% 증가
- 점프높이 소폭 증가

## 연합
2021년 4월 기준, 이터널시티 내 주요 연합명은 아래와 같다.
| 명칭             | 명칭     | 명칭     | 명칭       | 명칭     | 명칭       |            |
| ---------------- | -------- | -------- | ---------- | -------- | ---------- | ---------- |
| 관계자외접근금지 | 무신     | 카르텔   | GoodFriend | DRAGON   | 노블레스   | 마교패밀리 |
| 아슈켈론         | 친목회   | SexyGuys | BlueBirds  | 갤러리   | 자유기사단 |            |
| 비상             | 밀레니엄 | 영웅     | 명가       | 패러다임 | 바람과구름 |            |
| 시나브로         | 카르텔   | 킬베로스 | 귀신       | StarGate | 백의민족   |            |

## 시스템 권장 사양
| 구분     | 상세                        |
| -------- | --------------------------- |
| 운영체제 | Windows XP                  |
| CPU      | Intel Pentium 3 1.8Ghz 이상 |
| RAM      | 512MB                       |
| HDD      | 4GB                         |
| VGA      | GeForce 2 MX 시리즈         |

## 후속작
- 이터널시티2
- 이터널시티3[2]

## 같이 보기
- 엠게임
- MMORPG